# EN8-3
A EN8-3 é uma estrada nacional que integrava a rede nacional de estradas de Portugal, localizada no concelho do Torres Vedras, distrito de Lisboa.
Liga a EN 8 no Ramalhal, à estação ferroviária que serve a localidade (Linha do Oeste); serve também de acesso ao edifício da empresa Rações Valouro localizado nesta estação ferroviária.
É prolongada natrualmente pela M 558 em direção a Emergeira, Loubagueira e Ereira.
Encontra-se desclassificada da Rede de Estradas Nacionais do Plano Rodoviário Nacional.